# ウッドバッファロー
ウッドバッファロー（英語：Wood Buffalo）は、カナダのアルバータ州北東部に位置する都市である。1995年にフォートマクマレー市と第143改善地区と合併し、人口密度の高い都市部と人口密度の低い地方が広がる地域の需要に対応した特別都市として誕生した。広大な自然とオイルサンドがあることで知られ、都市の面積は北海道のおよそ4分の3あり、国内の一都市としては最大の面積を持つ。アサバスカ・オイルサンドがあることで知られ、国内でも特に成長の早い産業地区である。

## 人口動勢
国勢調査による2011年の人口はおよそ65,565人で、2006年から5年間での人口増加率は27.3%と高い成長を見せている。一時的な労働者などの非定住人口を含めた人口はアルバータ州政府による統計では101,238人に達する

## 市内の地区
- 主な地区
  - フォートマクマレー
（ウッドバッファローの行政機関が置かれている。）

- 小さな村々
  - アンザック （Anzac）
  - コンクリン （Conklin）
  - チペワイアン
  - フォートマッケイ
  - グレゴワール・レイク・エステーツ （Gregoire Lake Estates）
  - ジャンビエ （Janvier South）
  - サプラエ・クリーク （Saprae Creek）

- その他の地区
  - ドラッパー （Drapper）
  - フォート・フィッツジェラルド （Fort Fitzgerald）
  - マリアナレイクス

## 交通

### 市内交通
- フォートマクマレー・トランジット （FMT）
ウッドバッファローが運営している公共交通機関で、都市部のフォートマクマレー地区内に限られる。

### 空港
- フォートマクマレー空港 （IATA：YMM）

### その他
主な幹線道路としてハイウェイ63号線がエドモントンと結ばれている。長距離バスでは、グレイハウンド・カナダ社とレッド・アロー社がエドモントン間を運行している。